# Robert Abel and Associates
Robert Abel and Associates (RA&A) war eine von Robert Abel gegründete US-amerikanische Produktionsfirma für Fernsehwerbung sowie für computeranimierte Visuelle Effekte aus Hollywood, Kalifornien.

## Geschichte
Robert Abel & Associates wurde 1971 von Robert Abel und dessen Freund und Arbeitspartner Con Pederson, einem ehemaligen Mitarbeiter des Spezial-Effekte-Pioniers Douglas Trumbull, zunächst als reine Werbefilm-Produktionsfirma, gegründet.
Beschränkte sich die Arbeit der Firma zunächst auf die Produktion von TV-Werbespots mit damals modernen, aber „herkömmlichen“ nicht-computergenerierten visuellen Effekten, ging die Firma dazu über, Computeranimationen zunächst zur bloßen Planung und dann zur Erstellung der visuellen Effekte ihrer Werbespots zu benutzen, wonach schließlich auch ganze Sequenzen für Kinofilme und Fernsehserien produziert wurden.
Die Firma machte sich bald einen Namen als Produzent für modernste und besonders ausgefallene visuelle Effekte. Diese wurden in den ersten Jahren mit damals zwar modernen, aber nicht computeranimierten Methoden, erstellt. Mittels Motion-Control-Fotografie und Motion-Control-Fotografie kombiniert mit Slitscan-Photographie wurden aufwändige Effekt-Sequenzen realisiert. Con Pederson hatte durch seine Arbeit unter Douglas Trumbull an den visuellen Effekten für den Kultfilm 2001: Odyssee im Weltraum bereits Erfahrung mit den damals modernsten Produktionsverfahren visueller Effekte, allen voran der Motion-Control- und Slitscan-Fotografie, gesammelt.

### Einstieg in die Computeranimation
Der Erwerb eines speziellen Graphik-Computerterminals des Herstellers Evans & Sutherland Mitte der 1970er läutete Robert Abel & Associates’ Einstieg in die Produktion von Computeranimationen ein: Ein Evans & Sutherland Picture System II, das mit einem Großrechner des Herstellers DEC verbunden war, bildete das erste Hardware-Fundament für Robert Abel & Associates’ Computeranimationsarbeit.
Eigentlich war das Evans & Sutherland-System von Robert Abel & Associates nicht für die Produktion von Computeranimationen vorgesehen. Ursprünglich beschafft und anfänglich benutzt wurde die neue Hardware als ein reines Vorschau- und Planungswerkzeug für die Motion-Control-Effektsequenzen, welches es den Mitarbeitern ermöglichte Drahtgitterelemente als eine Art sich bewegende Skizze zu steuern, bis eine gewünschte Choreographie der Elemente erzielt war. Die Daten dieser fertigen Choreographie konnten in den Steuercomputer der Motion-Control-Kameras eingelesen werden, sodass die Kameras beim Filmen der physischen Elemente die am Computer konzipierten Bewegungen exakt replizieren konnten.
Eine Schlüsselrolle für die Idee, die neu beschaffte Computerhardware statt zur Planung zur Erstellung von Effektsequenzen zu nutzen und damit für Robert Abel & Associates' Wandel von einer Produktionsfirma für klassische visuelle Effekte zu einer Computeranimationsfirma fiel auf den gelernten Architekten Bill Kovacs. Der spätere Gründer von Wavefront Technologies und Oscar-Preisträger Kovacs avancierte schnell zum führenden Fachmann für Software und technische Fragen bei Robert Abel & Associates. Alleine vor dem Bildschirm des Picture System II sitzend, wurde sich Kovacs des Potentials der computergenerierten Bilder bewusst und kam auf die Idee, die bis dahin zur Vorschau und Planung erstellten Computeranimationen gleich selbst als Effektsequenzen für das filmische Endprodukt zu verwenden:

„Plötzlich sah ich darin ein Hoch-Kontrast-Kunstwerk. Wir hatten bereits eine Kamera vor dem Bildschirm aufgestellt um unsere Bewegungstests abzufilmen, also war alles was wir brauchten, um farbige Graphiken zu erzeugen, ein computergesteuertes Farbfilterrad vor der Kamera.“

#### Das Picture System II
Das Picture System II war ein „smartes“ Terminal, das Vektorgraphiken in Form von Drahtgittermodellen in einem dreidimensionalen Raum darstellen und bewegen konnte und war zum Einsatz in der Industrie für CAD-Anwendungen oder in der Wissenschaft für die Visualisierung großer Moleküle gedacht.
Das bedeutete, dass die Mitarbeiter von RA&A, um Computeranimationen für Film und Fernsehen zu erzeugen, für Computergraphik-Anwendungen in Ingenieurswesen und Naturwissenschaften entwickelte Hardware wie das Picture System II für etwas gebrauchen mussten, für das diese gar nicht konzipiert waren und darüber hinaus nahezu alle hierfür notwendige Software selbst schreiben mussten.
Den Möglichkeiten der graphischen Ausgestaltung, insbesondere der Oberflächengestaltung der computeranimierten Objekte, waren durch die Vektor-Graphik enge Grenzen gesetzt. Gängige Techniken zur Simulation von Oberflächeneigenschaften von Objekten wie Shading oder Texture-Mapping sind für reine Vektorgraphik-Systeme nur begrenzt oder überhaupt nicht möglich. Aber selbst zur Darstellung von (nicht-geshadeten) uniformen Farbflächen und soliden Objekten war das Picture System II eigentlich nicht in der Lage. Jedoch gelang es Robert Abel & Associates’ Techniker-Team diesen Mangel mit einer Methode zu überwinden, die sie Vector-Fill nannten: Vector-Fill nutze Millionen von Linien, die direkt übereinander positioniert wurden, um so die Drahtgitter-Erscheinung zu überwinden und solide Objekte mit kontinuierlichen farbigen Oberflächen zu erzeugen. Ersten Einsatz fand diese vom Hersteller nicht vorgesehene Technik in Werbefilmen für Canon und AT&T (1980), für die Robert Abel & Associates jeweils mit einem Clio Award prämiert wurde.
Auch die Computeranimationen, die RA&A für Disneys Tron beisteuerte, fielen in die Vektorgraphik-Ära der Firma und bestanden zur Gänze aus Vektorgraphiken, die vom Monitor des Picture System II abgefilmt worden waren.

#### Arbeit für Tron 1981
Einer der wichtigsten Arbeiten von RA&A war die Mitarbeit an dem von Disney-Studios zwischen 1981 und 1982 produzierten Spielfilm Tron. Tron war der erste Film in Spielfilmlänge, der längere computeranimierte Sequenzen enthielt.
Zuvor RA&A hatte bereits Werbefilme und die Anfangssequenz für die Disney-Produktion Das schwarze Loch (1979) produziert. RA&A wurde zusammen mit drei weiteren Computeranimationsfirmen Firmen von Disney engagiert, die computeranimierten Sequenzen des Films zu produzieren. Für Tron produzierte RA&A die Anfangssequenz des Films und die Szene, in der die Hauptfigur des Films Kevin Flynn (Jeff Bridges) in die Computerwelt eingescannt wird.

### Computeranimation mit Rastergraphiken ab 1981/82
Obwohl Robert Abel & Associates unter anderem mit ihrer Vector-Fill-Technik neue Maßstäbe für Vektorgraphik-basierte Computermodellierung und -animation setzten, stießen sie an die Grenzen dessen, was auf Basis von Vektorgraphik zu erreichen war. 1981 erfolgte bei Robert Abel der Einstieg in die Rastergrafik, zunächst mit der Programmierung eines eigenen Render-Programms für ihr bestehendes Computersystem. Das Evans & Sutherland Picture System II wurde vorerst weiter genutzt zur Vorschau und zur Animation der Objekte.
Der vollständige Umstieg auf Rastergraphik erfolgte 1982 mit der Anschaffung von Robert Abels & Associates ersten IRIS Graphikterminals von Silicon Graphics. Mit diesen Terminals wurde fortan auch die Animation und Choreographie der Objekte sowie virtuellen Kamerafahrten, die zuvor mit dem Evans & Sutherland-System bewerkstelligt wurden, realisiert, wie auch das Rendern der endgültigen Rastergraphiken mittels einer eigens erstellten Rendersoftware programmiert.
Zwar erfolgte der Einstieg in die Rastergraphik im Vergleich zu den anderen zeitgenössischen Computeranimationsfirmen recht spät – die anderen von 1981 bis 1982 an der Produktion von Tron beteiligten Firmen arbeiteten bereits seit langem ausschließlich mit Rastergraphiken – trotzdem vermochte Robert Abel & Associates auch auf dem Gebiet der Rastergraphik Pionier-Arbeit zu leisten. Zu diesen Pionierleistungen zählt unter anderem die Entwicklung und erste kommerzielle Verwendung des Motion-Capture-Verfahrens in der Computergraphik im Jahr 1985.

#### Erste Kommerzielle Anwendung von Motion Capture 1985
1985 produzierten Robert Abel & Associates mit dem Werbefilm Brilliance (der auch unter dem Namen Sexy Robot bekannt wurde) einen Film, in dem die Bewegungen einer computeranimierten menschenähnlichen Figur erstmals mittels des Motion-Capture-Verfahrens übertragen wurde. Der Firma gelang somit zugleich die Entwicklung als auch die erste kommerzielle Anwendung eines digitalen Motion-Capture-Verfahrens.
Robert Abel bekam Ende 1984 den Auftrag, für das National Canned Food Information Council, einem Verband Dosennahrung produzierender Konzerne, einen Werbespot zu produzieren, in dem ein erotischer, weiblicher humanoider Roboter aus Chrom dargestellt werden sollte. Der Werbespot sollte zur besten Sendezeit während des Super Bowl 1985 ausgestrahlt werden.
Abel hatte, wie oft zuvor, den Auftrag angenommen, ohne dass seiner Firma alle für die Produktion notwendigen Techniken zur Verfügung standen. Unter den vielen mit dem Projekt verbundenen Herausforderungen – darunter die Simulation realistischer Gesichtsausdrücke, den Haaren und der Chrom-Haut – stellte die Simulation realistischer menschlicher Bewegung das größte ungelöste Problem dar. Robert Abel und sein Team setzten sich selbst eine Frist. Abel und sieben seiner Mitarbeiter entschlossen sich, sich in die Produktionsräume einzuschließen und das Firmen-Gebäude nicht vor Montag morgens zu verlassen (Abel hatte den Auftrag am Freitag angenommen). Wenn bis zu dieser Frist keine Lösung gefunden sein sollte, würden sie das lukrative Projekt aufgeben. Auf Grundlage ihrer früheren analogen Arbeit mit physischen Modellen und der Motion-Control-Kamera aufbauend kam das Team zu dem Schluss, dass die Lösung ihres Problems in der Erfassung der Bewegungen liegen müsse, in diesem Fall der Bewegungen eines menschlichen Körpers. Eine Schauspielerin sollte von verschiedenen Blickwickeln aufgenommen und auf Basis dieses Bildmaterials Bewegungsalgorithmen erstellen werden. An der genauen Umsetzung des Verfahrens wurde das Wochenende hindurch gearbeitet:

„Einige von uns zogen sich bis auf die Unterwäsche aus. Wir beschafften uns schwarze aufklebbare Punkte und befestigen sie am Körper. Wir fotografierten uns gegenseitig mit Polaroid-Kameras und legten diese Polaroids nebeneinander aus, sodass wir sehen konnten wie sie sich von Winkel zu Winkel veränderten.“

Für das letztendlich angewendete Verfahren engagierten Abel und sein Team eine Schauspielerin, die als Tänzerin und Modell gearbeitet hatte und sich daher grazil bewegen konnte. Auf dem Körper der Schauspielerin wurden 18 Gelenk-Punkte befestigt und ihre Bewegungen aus verschiedenen Kamerawinkeln fotografiert. Die Positionsdaten der Gelenkpunkte wurden in die Iris-Terminals eingegeben. Mithilfe der Graphikterminals konnte dann die Differenz zwischen einem Paar von Gelenkpunkten für jeden der Kamerawinkel berechnet werden und aus diesen Differenz-Daten eine Reihe von Bewegungsalgorithmen für eine dreidimensionale Figur berechnet werden. Das Verfahren musste für jedes Einzelbild neu durchgeführt werden und war daher sehr zeitintensiv. Insgesamt nahm die Realisierung des Bewegungsablaufs alleine einen Zeitraum von 4½ Wochen in Anspruch.